# Cristianización de Bulgaria

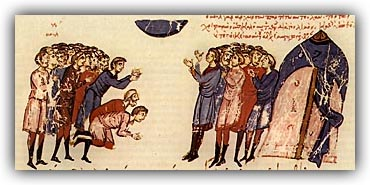
Los búlgaros oran a Dios para que se vaya la hambruna.

La cristianización de Bulgaria fue el proceso por el que la Bulgaria medieval se convirtió al cristianismo en el siglo IX. Fue influenciado por las cambiantes alianzas políticas del kan Boris I (852-889) con el reino franco del este y el Imperio romano de oriente, así como por su correspondencia con el Papa de la Iglesia católica. 
Debido a la posición estratégica de Bulgaria, tanto la Iglesia de Roma como la de Bizancio querían al imperio búlgaro en su esfera de influencia. La cristianización se consideraba un medio de integración de los eslavos en su región. Tras varios acercamientos de cada lado, el kan se unió al cristianismo ortodoxo oriental en el año 870. Con esto, logró una Iglesia nacional búlgara independiente y un arzobispo nombrado para liderarla.

## Antecedentes
Cuando el kan Boris comenzó su reinado en 852, la situación internacional en el sureste de Europa era complicada. En Oriente, el conflicto con el Imperio bizantino por el dominio sobre las tribus eslavas en la actual Macedonia y Tracia estaba aún lejos de resolverse. En la región media del Danubio, los intereses de Bulgaria chocaban con los reinos de la Francia Oriental y el principado de la Gran Moravia. Además, en este período surgió Croacia en la escena internacional, llevando sus propias ambiciones y demandas de los territorios de la región. En una escala mayor, existían tensiones político-religiosas entre Constantinopla y Roma, ya que ambos centros estaban compitiendo para dirigir la cristianización de los eslavos del Sur y la Europa Central. 

### Razones para la cristianización
Tras las conquistas del kan Krum a principios del siglo IX, Bulgaria se había convertido en una potencia regional importante en el sureste de Europa, pero su desarrollo estaba vinculado con los imperios bizantino y franco oriental. Ya que estos dos estados, así como la mayor parte de Europa, eran cristianos, la Bulgaria pagana se mantuvo más o menos aislada en su entorno, incapaz de llevar a cabo intercambios culturales ni religiosos.
Además, la preservación del paganismo dificultaba la unificación entre los protobúlgaros y los eslavos (los dos grupos étnicos que formaban el pueblo búlgaro), ya que cada grupos étnicos tenía diferentes creencias paganas (los búlgaros adoraban a Tengri, mientras que los eslavos le rezaban a Perún). 
Por último, el cristianismo había estado presente en las tierras de Bulgaria antes de la formación del Imperio Búlgaro.

## Alineamiento con la ortodoxia

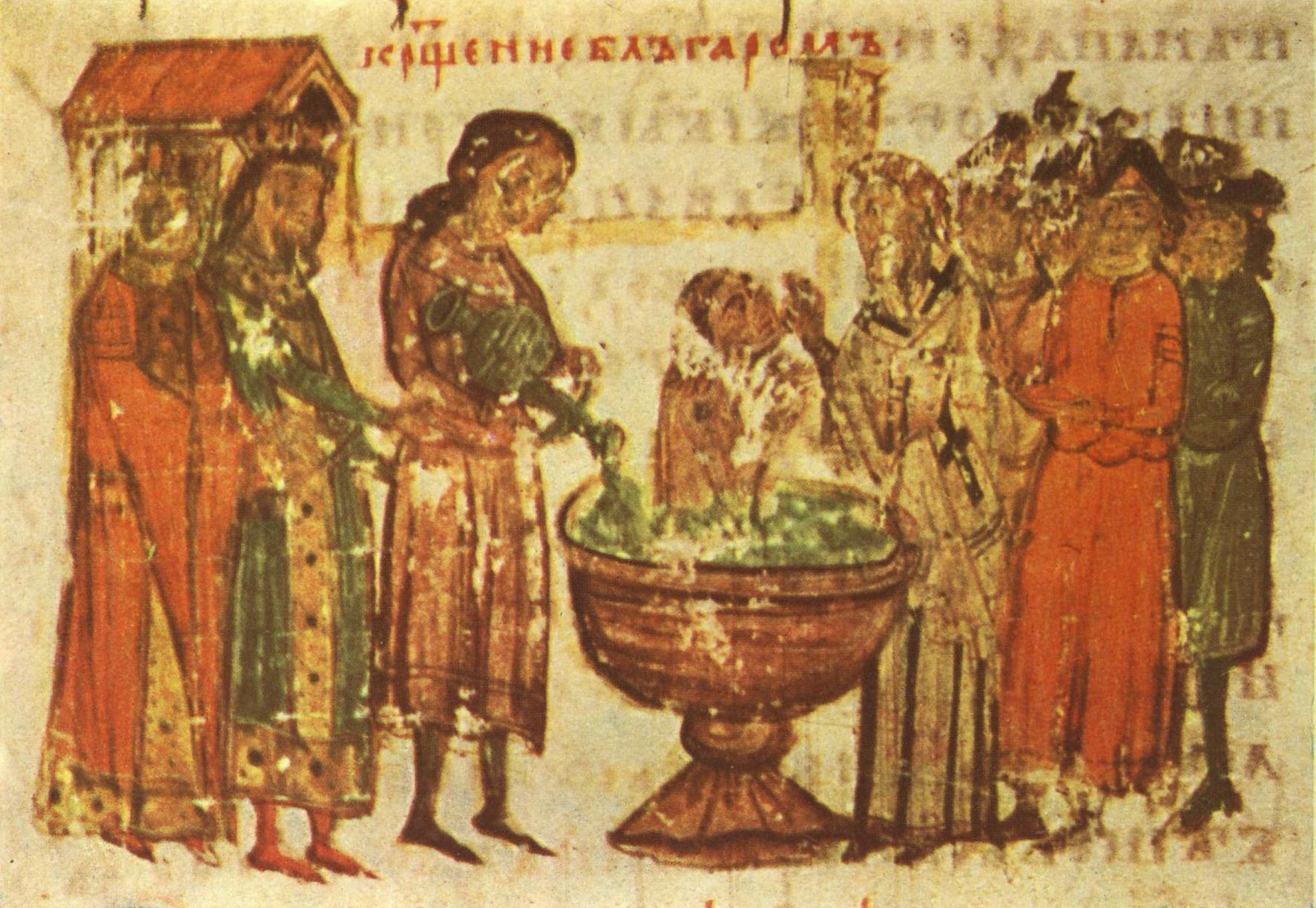
El Bautismo de Boris I.

### Contratiempos iniciales
El Kanato búlgaro y el Reino Franco Oriental habían establecido relaciones diplomáticas ya en los años 20 y 30 del siglo IX. En 852, al comienzo del reinado del kan Boris, una nueva embajada búlgara fue enviada a Maguncia para informar a Luis II del cambio de monarca en Pliska, la capital búlgara. Lo más probable es que la embajada también trabajara para renovar la alianza búlgaro-germana.
Algún tiempo después, el Kan Boris se alió con el knyaz de la Gran Moravia, Ratislav I (846-870). El catalizador de este movimiento fue el rey de la Francia Occidental, Carlos el Calvo (840-877). El reino germano de Francia Oriental respondió atacando y derrotando Bulgaria, forzando al Kan Boris a restablecer una alianza con el rey germano contra la Gran Moravia, que era un aliado bizantino. Como consecuencia, los bizantinos iniciaron una guerra contra los búlgaros entre 855 y 856. El imperio quería recuperar el control sobre algunas fortalezas en el camino Diagonal (Via Diagonalis o Via Militaris), que iba desde Constantinopla, a través de Filipópolis (Plovdiv), hasta Naissus (Niš) y Singidunum (Belgrado). El Imperio Bizantino resultó victorioso y reconquistó varias ciudades, incluyendo Filipópolis.
En 861, el kan Boris se alió con el rey germano Luís el Germánico, informándole de que estaría dispuesto a aceptar el cristianismo según el rito occidental. Esta alianza renovada amenazaba la Gran Moravia, que buscó la ayuda de Bizancio (862-863). En aquel momento había una misión bizantina, la de los hermanos Cirilo y Metodio, en la Gran Moravia, con el objetivo de propagar el cristianismo ortodoxo y fortalecer la influencia bizantina allí.
En los últimos meses de 863, los bizantinos atacaron a Bulgaria nuevamente. La razón más probable es que se enteraran de que Boris quería aceptar el cristianismo romano, ya que una Bulgaria católica tan cerca de Constantinopla era una amenaza a los intereses del Imperio bizantino.

### Adopción del rito bizantino
Antes de que hubiese un verdadero conflicto militar, el kan Boris tuvo que pedir la paz. Su país no estaba preparado para la guerra tras un año de malas cosechas y terremotos, cosa que Boris pudo haber tomado por un signo para convertirse de acuerdo a rito bizantino. Tras las negociaciones de paz, Boris prometió convertirse al cristianismo ortodoxo, junto con sus gentes, y pidió misioneros que viniesen a Bulgaria a iniciar el proceso.
Las dos partes firmaron una "gran paz" por un período de 30 años. A cambio de la conversión, los bizantinos devolvieron tierras previamente conquistadas. En el otoño de 863, una misión del Patriarca de Constantinopla Focio llegó a Pliska y convirtió al kan, a su familia y a los dignatarios de alto rango. Boris recibió un nombre cristiano (Miguel, como el emperador bizantino Miguel III) y adoptó el título eslavo de knyaz (príncipe). Tras ello, el resto del pueblo búlgaro fue progresivamente convirtiéndose al cristianismo.

## Reacción de la aristocracia conservadora

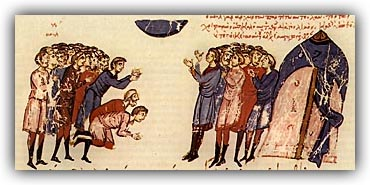
Los búlgaros piden a Dios el final de la hambruna.

Al rey germano Ludovico no le gustó el plan de Boris de adherirse a la Iglesia ortodoxa, ya que había confiado en que Bulgaria se convirtiera en un estado católico, pero no quiso iniciar un enfrentamiento.
A medidas que las misiones bizantinas convertían a los búlgaros, animaban a la gente a destruir los lugares sagrados paganos. Ciertos círculos conservadores de la aristocracia búlgara, se oponían a la destrucción de estos enclaves en los que habían celebrado rituales espirituales. Esta nobleza opositora temía que el Imperio bizantino pudiera extender su influencia a través del cristianismo y destruir así Bulgaria. 
En 865, grupos de descontentos se revelaron en diez regiones administrativas contra el príncipe Boris, acusándole de darles "mala ley". Los rebeldes marcharon contra la capital para apresar y matar a Boris y restaurar la vieja religión.  En este momento de la Edad Media, los búlgaros identificaban "cristianos" con "griegos", sus enemigos tradicionales. Muchos búlgaros pensaban que, junto con la religión, se verían obligados a aceptar la moral y el estilo de vida del imperio de oriente.
El knyaz Boris consiguió rodearse de leales y suprimir la rebelión. Ordenó la ejecución de los 52  boyardos que habían liderado la revuelta "junto con toda su familia". Algunos historiadores creen que Boris ejecutó casi a la mitad de la aristocracia búlgara para poner fin al conflicto político y religioso. Al pueblo llano que "deseara hacer penitencia" se le dejó marchar sin daño.
La dureza de las medidas y el precio moral a pagar por la decisión de 865 pesaron en el ánimo de Boris durante toda su vida. En su correspondencia con el papa Nicolás I, el príncipe pregunta si sus acciones han traspasado los límites de la humildad cristiana. El Papa responde:

... Tu has pecado más por celo y falta de conocimiento, que por otro vicio. Recibe el perdón y la gracia y la benevolencia de Cristo, ya que la penitencia ha seguido a tus actos.

[cita requerida]

## Entre la ortodoxia y el catolicismo
Boris comprendió entonces que la cristianización de sus súbditos implicaría en un aumento de la influencia bizantina. La liturgia se celebraba en griego y la recién fundada Iglesia búlgara estaba subordinada a la Iglesia ortodoxa de Constantinopla. La revuelta contra la nueva religión llevó a que el knyaz solicitara a Constantinopla el estatus de independencia para la Iglesia búlgara. Nótese que a mediados del siglo IX no existían precedentes de iglesias nacionales para los pueblos convertidos. 
Cuando Constantinopla rechazó la petición búlgara, Boris se volvió hacia el Papa. A finales de agosto de 866, una misión diplomática dirigida por el kavján Pedro llegó a Roma, con una lista de 115 cuestiones emitidas por el príncipe. Esta lista tenía que ver con la forma de vida de los recién convertidos búlgaros y con la potencial creación de una futura Iglesia Búlgara bajo la jurisdicción de Roma. El 13 de noviembre, Boris recibió respuesta a 106 de sus peticiones. Formoso de Portua y Pablo de Populan encabezaron la misión papal. Al mismo tiempo, el papa envió una delegación a Constantinopla.
Cuando llegó la misión enviada por el papa, Boris se mostró satisfecho con la respuesta de Roma y ordenó a la misión bizantina que saliera de Bulgaria. Esto fue visto como un cambio de orientación oficial de Bizancio a Roma. Al ver emisarios católicos en Bulgaria, la misión germánica también abandonó el país, satisfecha ante la conversión al catolicismo de Bulgaria.
Sin embargo, Miguel III no estaba dispuesto a aceptar la expulsión del clero ortodoxo. En una carta al knyaz Boris, el emperador mostraba su desaprobación por la reorientación religiosa búlgara usando lenguaje ofensivo contra la Iglesia Católica. La antigua rivalidad entre las dos ramas del cristianismo se reavivó con nuevos bríos. En menos de dos años, el nombre de Bulgaria se hizo ampliamente conocido en Europa Occidental.
En Constantinopla, la gente contemplaba con nerviosismo los acontecimientos. Creían que una Bulgaria pro-católica sería una amenaza para los intereses de Constantinopla. En el verano de 867 tuvo lugar un concilio eclesiástico durante el que se criticó la actuación de Roma. El papa Nicolás fue anatematizado.
Inmediatamente, Boris solicitó al papa el nombramiento de Formosa o Portua como arzobispo de Bulgaria, a lo que el Papa se negó. Las razones eran posiblemente personales, ya que en su respuesta oficial Nicolás aducía que Formoso ya tenía una eparquía, lo que era falso.
El Papa preparó a dos nuevos líderes, Domingo de Trivena y Grimwaldo de Polimarthia, para encabezar una misión en Bulgaria. Poco después falleció y su sucesor, Adriano II, tampoco accedió al nombramiento de un Arzobispo de Bulgaria.
El Knyaz propuso otro candidato para el Arzobispado, pero el Papado lo rechazó. En su lugar, sugirió el nombramiento de un clérigo llamado Silvestre. El hombre estaba tan abajo en la jerarquía que no estaba autorizado para llevar a cabo la liturgia por sí mismo. Después de pasar tres días en Pliska, los búlgaros enviaron a Silvestre de vuelta a Roma, acompañado por emisarios portadores de una carta con quejas de Boris. El Knyaz percibía las continuas negativas y retrasos de Roma como un insulto y una muestra del desinterés del Papa para coordinarse en la elección del Arzobispo.
Como consecuencia, el Knyaz retomó las negociaciones con Constantinopla, donde esperaba encontrar más cooperación de la mostrada en el pasado. Pero en septiembre de 867, Miguel III fue asesinado por el futuro Basilio I, antecesor de la dinastía macedónica que gobernaría el imperio hasta 1057. El Patriarca Focio fue reemplazado por su rival Ignatius que propiciaría un cambio en las relaciones con la Iglesia romana.
Los nuevos gobernantes del Imperio suavizaron rápidamente la tensión entre Roma y Constantinopla. Adriano II necesitaba la ayuda de Basilio I contra los árabes que asolaban Italia meridional. Al mismo tiempo, Adriano II daba su apoyo al Patriarca Ignatius.

## Resultado
Como consecuencia del acuerdo entre las dos potencias, se celebró un nuevo Concilio en Constantinopla. Tras el fin de las reuniones oficiales, el 28 de febrero de 870 llegaron a Constantinopla emisarios búlgaros, enviados por el Knyaz y encabezados por el Ichirguboil (el primer consejero del Knyaz) Stasis, el Kan-Bogatur (miembro de la alta nobleza) Sondoke, el Kan-Tarkan (comandante militar) entre otros.
Poca gente sospechaba cual era el objeto real de la misión. El 4 de marzo, Basilio I cerró el Concilio con una celebración en el Palacio del Emperador, al que iba asistir el kavján Pedro. Tras saludar a los representantes de las iglesias romana y bizantina (la romana en primer lugar), el Kavján preguntó quién debería tener la jurisdicción sobre la Iglesia búlgara. Los representantes romanos no estaban preparados para discutir la cuestión.
Parecía haber un acuerdo secreto entre el Patriarca Bizantino, el Emperador y los emisarios búlgaros. Los padres Ortodoxos pidieron inmediatamente a los búlgaros que clero habían encontrado cuando llegaban a las tierras que gobernaban. Respondieron "Griegos". Los padres ortodoxos declararon entonces que el derecho a supervisar la Iglesia búlgara pertenecía sólo a la Madre Iglesia de Constantinopla, que había ostentado la jurisdicción sobre esas tierras en el pasado.
Las protestas de los emisarios papales no fueron tenidas en cuenta. Con la aprobación del Knyaz y los Padres del Concilio, la Iglesia búlgara fue proclamada Arzobispado; el arzobispo sería elegido entre un grupo de obispos con la aprobación de Boris.
La creación de una Archiodiócesis independiente en Bulgaria era algo sin precedentes. Normalmente, las iglesias independientes eran aquellas fundadas por los apóstoles o sus discípulos. Durante muchos años, Roma había denegado a Constantinopla su condición de igual basándose en el que la Iglesia de Constantinopla no había sido fundada por un apóstol de Cristo.
Justo seis años después de su conversión, la Iglesia ortodoxa concedió a Boris una iglesia independiente con un representante supremo. Durante los siguientes 10 años, el Papa Adriano y sus sucesores intentaron desesperadamente recuperar Bulgaria para el catolicismo y persuadir a Boris para salir de la órbita de Constantinopla.
Los cimientos de la Iglesia nacional búlgara habían sido echados. La siguiente fase fue la implanción del alfabeto cirílico y del búlgaro antiguo como lenguaje oficial de la iglesia y el estado en 893 durante el Concilio de Preslav. Esta nacionalización de la iglesia y la liturgia fue excepcional y no tuvo lugar en otras zonas cristianas europeas.